# سباق أمستل الذهبي 2009
سباق أمستل الذهبي 2009 هو أحد سباقات طواف العالم للدراجات 2009 أقيم بتاريخ 19 أبريل 2009، فاز به سيرجي إيفانوف (دراج) وحلّ ثانيا كارستن كرون بينما حصل على المركز الثالث روبرت جاسنك.

## الترتيب
| م                     | الدرّاج               | البلد  |
| --------------------- | -------------------- | ------ |
| الفائز بالترتيب العام | سيرجي إيفانوف (دراج) | روسيا  |
| الثاني                | كارستن كرون          | هولندا |
| الثالث                | روبرت جاسنك          | هولندا |